# 巴托里·齊格蒙德
巴托里·齊格蒙德（Template:Lang-huBáthory Zsigmond，1573年—1613年3月27日），外西凡尼亞大公，巴托里家族的成員。
齊格蒙德的父親是波蘭國王兼外西凡尼亞大公巴托里·斯特凡的兄弟克里斯托夫，母親是伯茨凱·伊什特萬的姊妹伊莉莎白。1586年巴托里·斯特凡去世，齊格蒙德繼承其外西凡尼亞王位。1594年，巴托里·齊格蒙德與摩爾達維亞大公暴君亞隆、瓦拉幾亞大公勇敢的米哈伊結盟（參見1594年神聖同盟），共同抵抗由科賈·錫南帕夏率領的鄂圖曼帝國軍隊。1595年，巴托里·齊格蒙德與奧地利的瑪麗亞·克里斯蒂娜結婚。
1. ↑  Pop 2009，第78頁.
2. ↑  Keul 2009，第140頁.